# Алтын-Бешик
Алтын-Бешик(до 2024 года — Голбо) — село в Лейлекском районе Баткенской области Кыргызстана. Подчинено муниципалитету города Раззаков. По данным переписи населения Кыргызстана 2009 года численность населения села Голбо составила 1 506 жителей.